# Pavel Soukhoï
 (janvier 2023).
Pavel Ossipovitch Soukhoï (en russe : Павел Осипович Сухой), né le 10 juillet/22 juillet 1895 à Gloubokoïe, dans le gouvernement de Vilna (Empire russe) et décédé le 15 septembre 1975 à Moscou (Union soviétique) est un ingénieur aéronautique soviétique. Il fut le créateur du bureau d'études aéronautique Soukhoï.

## Biographie
Après des études techniques à l’Institut Bauman de Moscou, il sert pendant la Première Guerre mondiale dans l'armée impériale. Démobilisé, il retourne passer son diplôme d'ingénieur. En 1925, sa thèse est intitulée chasseur monomoteur de 300 CV sous la direction d'Andreï Tupolev à l’université technique d'État de Moscou. Il commence sa carrière comme dessinateur à l’institut central d'aérohydrodynamique (TsAGI), mais en 1932, il est déjà chef du bureau d'études Tupolev et en 1938, il dirige celui de la conception.
En septembre 1939, il fonde un bureau indépendant à Kharkov puis obtient son transfert à l'aérodrome de Podmoskovye à la mi-1940. En 1942 son projet Su-6 est écarté en faveur de l’Iliouchine Il-2.
Il est considéré comme le père du bombardier à long rayon d'action "RD" (en russe : рекордная дальность РД)  plus connu sous la désignation ANT-25 ou DB-1 (vol record de Valeri Tchkalov), du bimoteur DB-2 Rodina (en russe : Дальний бомбардировщик ДБ-2 Родина) sur lequel les aviatrices soviétiques Grissodoubova, Ossipenko et Raskova accomplirent en 1938 leur vol record Moscou-Extrême-Orient.
Les avions d'attaque au sol qui furent produits sont les Su-17 et Su-24. Le dernier avion de combat qu’il conçut fut le T-10 (Su-27) mais il ne vécut pas assez longtemps pour le voir voler. Le 25 décembre 1975, il reçut à titre posthume la médaille d'or de l'Académie des Sciences de l'Union soviétique pour l'ensemble de son œuvre.

## Distinctions
Principaux titres et décorations, classés par ordre de préséance :
- Deux fois Héros du travail socialiste :

le 12.07.1957
le 09.07.1965 (médaille no 94)
- Trois fois l'ordre de Lénine (1945, 1957, 1975)
- Ordre de la révolution d'Octobre (1971)
- Deux fois l'ordre du Drapeau rouge du Travail (1938)
- Ordre de l'Étoile rouge (1933)
- Ordre de l'Insigne d'honneur (1936)
- Prix Lénine (1968)
- Prix Staline (1943)
- Prix d'État de l'URSS (1975, à titre posthume)
- Prix d'État de la fédération de Russie (1996, à titre posthume)